# Orimarga omissinervis
Orimarga omissinervis är en tvåvingeart som först beskrevs av Alexander 1913.  Orimarga omissinervis ingår i släktet Orimarga och familjen småharkrankar.
Artens utbredningsområde är Bolivia. Inga underarter finns listade i Catalogue of Life.